# 鬼太鼓座
鬼太鼓座（おんでこざ）は、1971年に結成されたプロの創作和太鼓集団である。組太鼓を「コンサート形式（舞台興行）で演奏する」という新しい太鼓演奏スタイルを全国に広めた最初期のグループ。結成当初は佐渡を本拠として共同生活を送り、徹底した走り込み、褌姿での演奏、現代音楽の採用といった新奇な手法で国内外で注目され、現代和太鼓ブームの火付け役となった。現在は埼玉県秩父郡東秩父村および静岡県富士市を拠点に活動している。

## 概要
学生運動により大学中退後、民俗学者宮本常一の影響で日本放浪をしていた田耕（でんたがやす、本名・田尻耕三）の発案により、佐渡に「北前船により広がった文化を再構築する」ための四年制大学『日本海大学』と、日本の民俗芸能や工芸を学ぶ『職人村』」設立の資金獲得を目的に結成され、当初は太鼓をはじめとした日本の伝統芸能を海外で演奏することで資金を獲得して7年後の大学設立をもって解散する予定だった。本拠地となった佐渡では、現地の郷土芸能「鬼太鼓」を「おんでこ」と呼ぶため、「鬼太鼓座（おんでこざ）」と名付けた。結成当時は、宮本常一のほか、多数の同世代の文化人や活動家・芸術家などが田耕に協力・支援した。
練習にマラソンを取り入れ、1975年にボストンマラソンに参加、全員完走後、ゴール地点で大太鼓を披露するパフォーマンスで話題となる。ボストン交響楽団指揮者だった小沢征爾に誘われて共演し、以降ほぼ毎年欧米を中心とした海外公演を行なう。
田耕が「わらび座」という民族歌劇団に一時期関係していたこともあり、鬼太鼓座の演目は日本古来の民族伝統芸能的傾向が強く、「屋台囃子」や「大太鼓」といった代表曲のほか、小澤に紹介された現代音楽家・石井真木が鬼太鼓座のために書き下ろした新打法による和太鼓曲も手がけ、舞台芸術としての和太鼓を飛躍させた。1981年に分裂し、鬼太鼓座は長崎県に移り、佐渡に残った座員により「鼓童」が結成された。
1990年から3年に及ぶアメリカ大陸一周マラソンツアー以降、鬼太鼓座はより独創的なパフォーマンスを展開していく。「アジアのオーケストラを作る」という田の発想の元、二胡、洋琴などのゲストを多用する期間が2000年頃まで続いた。

## 太鼓指導
田耕の発案により全国より集まった若者達は、最初は太鼓とは無縁の素人ばかりであり、この初発の太鼓の右左分からない集団に太鼓を指導したのは、当時の舞台興行太鼓の先駆け的存在で、日本最初のプロ和太鼓奏者である高山正行が担当した。
ただ当初の大太鼓は現在の形とは違い、「太鼓の右側に立って左を利き腕に斜め打ち」という福井の伝統スタイルをそのまま取り入れていたが、当時に大太鼓を受け持っていた林英哲が後に、現在の「太鼓の正面から打つ」スタンスに改良した。
鬼太鼓座に奇抜さを求めた田耕に、座って太鼓を叩くことを高山正行が提言。これが屋台囃子を始めるきっかけとなり、秩父埼玉の現地保存会で本格的な指導を受ける。

## 分裂と新生鬼太鼓座
ボストンマラソン完走後、そのまま舞台に上がり三尺八寸の大太鼓演奏でデビューをかざった鬼太鼓座はボストンの地元マスコミに大きく取り上げられ、以降、日本国内外の公演も順調に進んでいったが、その後リーダーの田耕とメンバーとの間で意見やポリシーの相違が次第に表面化した。
そして、その亀裂が決定的になったのは、映画『ざ・鬼太鼓座』の制作である。田耕は当時の鬼太鼓座を記録に残したいと映画制作を発案、自ら資金を調達しほぼ独断で企画を進め、松竹、朝日放送の協力を取り付け、3年の歳月をかけて映画を完成させる。しかし、実際に完成した映画は田耕の構想していた物とは全く異なった物であり、映画の内容を巡って、田耕は制作サイドと激しく対立し、結果的にこの映画はお蔵入りとなる（以降上映会などでの上映を除いて一般公開はされず、ソフト化もされてこなかったが、2017年1月、加藤泰監督生誕100年企画として再上映され、翌月ソフトが販売された）。
1981年、田耕は「鬼太鼓座」メンバーと別れ、一人佐渡をあとにした。その際に田耕は「鬼太鼓座（おんでこざ）」の商標権、太鼓道具等を引き上げたが、メンバーたちはその時すでに決まっていた舞台スケジュールをとりあえず「鬼太鼓座」名義でこなすことになる。しかし、田耕が新しい鬼太鼓座で活動を始めたため、旧メンバーらは1981年に自らの名称を「鼓童」とし、新たに楽器購入にあたり地元地銀から融資を得て、「鼓童」として日本国内外での数多い公演をこなし現在に至る。
佐渡をあとにした田耕は、新しいメンバーを集めて、自らが所有していた「鬼太鼓座（おんでこざ）」の商標権と、和太鼓などの楽器を用い、長崎を拠点に事実上の「第二期鬼太鼓座」を組織。今福優をはじめとする一流の太鼓プレイヤーが次々に誕生する。2000年より富士山の麓静岡県富士市の合宿場を拠点として富士山の麓、静岡県富士市宮島に移転、「富士の山 鬼太鼓座」となる。田耕は、2001年4月に交通事故で他界したが、その後は松田惺山が音頭取となり、代表取締役の細川和子の私財を投じて「第四期鬼太鼓座」となる。
「第五期鬼太鼓座」では、2006年にクロアチア・イタリア・スイス・ドイツにてヨーロッパツアー、2008年にはバルカン半島・イタリアを巡る。2008年の国立劇場での40周年特別公演を皮切りに「鬼魂一打（きこんいちだ）」特別ライブツアーを展開。2009年11月の「天皇陛下御即位20年をお祝いする国民祭典」、 同月末ポルノグラフィティ東京ドームライブに出演する。
「第六期鬼太鼓座」では、2012年3月に、東日本大震災一年を機にアメリカ・フランス・中国等にて東北の芸能と共に世界一周公演を行う。同年4月からは富士合宿所に加え埼玉県東秩父村にて合宿生活を行っている。

## 太鼓走楽論
鬼太鼓座の活動の根源にあるのが、「走ることと音楽とは一体であり、それは人生のドラマとエネルギーの反映だ」という鬼太鼓座独自の「走楽論」。現在でも鬼太鼓座は合宿所にて徹底した走り込みを行う。
- 1971年-1979年の実績は現在の鼓童メンバーに由来するが、田耕の「走楽論」を現在もそのままの形で引き継いでいるのは、第二期以降の鬼太鼓座である。
- 1975年にはアメリカ公演にあわせてボストンマラソンに団員15名が出場する。これは旅行会社が企画したボストンマラソンツアーに参加してのものだった[6]。このとき女性メンバー2人が出走し、そのうち山本春枝は3時間08分35秒で女子の部11位で完走した（同時に出走した鈴木春美は制限時間までにゴールできず）[7]。
- 1979年の別府大分毎日マラソンでは、団員の小幡キヨ子（現姓大井。現在は鼓童のスタッフ）が、同大会に女子として初めて出場し、2時間48分52秒で完走した。これは当時の日本最高記録にあたるものであった。
- 1981年、田耕が佐渡を離れ組織した「第三期鬼太鼓座」メンバーは、1990年にニューヨークマラソンとカーネギーホール公演を皮切りに14,910kmを走破する前人未到の「全米一周完走公演」を達成。1998年には全長12,500kmの「中国大陸一周完走公演」を行う。2004年に再びボストンマラソンに出場、2005年には「台湾一周マラソンライブツアー」を行う。

## 舞台衣装・演出
「珈琲カップは、受け皿こそが演出を引き立たせている」という論を繰り広げた田耕は、舞台芸術としての太鼓芸能にこだわりを持ち、「大太鼓を屋台に載せる」という当時には例に稀な斬新な演出を組んでいった。
褌ひとつで舞台に上がり、観客に背を向けて大太鼓を打つ姿が海外で注目され、褌姿の和太鼓演奏のイメージが1970・80年代に定着したが、本来伝統的な和太鼓演奏に褌だけで演奏するスタイルは記録にはなく、結成当時の鬼太鼓座が、はじめてサントリーのCMに出演する際、当時の座に太鼓指導をしていた川崎肇が「はだかで太鼓を打つ」ことを提案。その後、田によると1974年に鬼太鼓座が西大寺 (岡山市)の会陽（裸祭）で演奏をする際に、田の指示により初めて褌姿の太鼓を披露した。そのときの写真を翌1975年のフランス公演のポスターで使用したところ、公演会場の代表でフランス人ファッションデザイナーのピエール・カルダンから「西洋の観客にアピールするにはふんどしが良い」とアドバイスされ、舞台上で褌で大太鼓を叩くというスタイルを公演期間の途中から始めたという。当初、裸同然であることに観客は困惑してか拍手はなく、その様相に恥じらう女性客も激減したが、衝撃的な姿が話題を集めて人気を博し、以降この演出が定着した。

## メンバー

### 第一期座員（佐渡の国・鬼太鼓座）
- 田耕 - 創立者。1931年（昭和6年）12月7日浅草生まれ。早稲田大学文学部中国文学科在学中の1952年（昭和27年）に早大事件に関わったことで大学を追われ、宮本常一のすすめで日本を放浪中、奄美大島で太鼓に出会い、佐渡で鬼太鼓座を結成。グループ結成や太鼓打ちのイメージは子供のころに見た阪東妻三郎主演の『無法松の一生』に基づく[9]。
- のちの鼓童創立メンバー（河内敏夫、林英哲、青木孝夫、大井良明、大井キヨ子、風間正文ほか）

### 第二期座員（長崎・鬼太鼓座）
- 今福優（石見神楽名手）
- マルコ　リンハート（太鼓座）
- 宮崎春而
- 中村浩二（アメリカグラミー賞受賞者、元秀明太鼓リーダー）
- 高久保康子（第六期鬼太鼓座現役）
- 橋本光弘（元TAOリーダー）
- 時勝矢一路（本名・井上一路・（双子ユニットAUN（井上公平、井上良平）の実の兄）
- 山本茂

### 第三期座員
- マルコ　リンハード
- 高久保康子（第六期鬼太鼓座現役）
- 山本茂
- 井上公平（AUN）
- 井上良平（AUN）
- 中ノ島壱太郎（壱太郎）
- 立石鈴太郎
- 安里優徳
- ケルビン・アンダーウッド
- 吉田敬洋
- 横山陽子
- 木内志奈子
- 山口彰
- 岩田太郎
- 篠田泰三
- アート・リー（東京国際和太鼓最優秀受賞者、TOKARA）

他

### 第四期座員（以後　富士の山 鬼太鼓座）
- 松田惺山（音頭取）
- 細川和子（代表取締役）
- 高久保康子（第六期鬼太鼓座現役）
- 中ノ島壱太郎（壱太郎）
- 吉田敬洋（第六期鬼太鼓座現役）
- 植木陽史（現・和楽器演奏集団 独楽代表）
- 瀧川佳宏

他

### 第五期座員
- 松田惺山（音頭取）
- 高久保康子（第六期鬼太鼓座現役）
- 吉田敬洋（第六期鬼太鼓座現役）
- 若林祐介
- 久保谷優
- 中村大
- 鈴木一生

他

### 第六期座員
- 松田惺山（音頭取）
- 高久保康子
- 吉　洋
- 若林祐介
- 久保谷優
- 鈴木一生
- 町田来稀
- 小田智春
- ニコラス・ヒル
- 北井春輔
- MUGEN YAHIRO
- 木下直人
- 矜たくま

他

## ディスコグラフィー

### アルバム
1. 鬼太鼓座I（1994年8月24日再発売）
2. 鬼太鼓座II（1994年8月24日再発売）
3. 叩け!!現代の息吹（サウンド）・鬼太鼓座III（1986年7月21日、1994年8月24日再発売）
4. BEST ONE（1990年11月7日）ベスト・アルバム
5. 鬼太鼓座 NEW（1993年10月21日）
6. 決定版/鬼太鼓座（1993年10月27日）
7. 鬼太鼓座「伝説」LEGEND（1994年10月21日）
8. 疾走（1994年11月23日）
9. 戦颱風 TYPHOON（1995年2月22日）
10. 鬼太鼓座〈TWIN BEST〉（1995年6月28日）ベスト・アルバム
11. 富嶽百景（1997年8月21日）
12. 怒涛万里（1999年9月22日）
13. N響伝説のライヴ!（2001年9月29日）ライブ・アルバム
14. 響天動地（2004年4月14日）
15. ＜COLEZO!＞鬼太鼓座ベスト（2005年3月9日）ベスト・アルバム
16. ＜COLEZO!TWIN＞鬼太鼓座（2005年12月16日）ベスト・アルバム
17. 鬼太鼓座クロニクル（6枚組）（2013年8月10日）

### VHS
- ZA ONDEKOZA LIVE IN ATLANTA (1992年)

### DVD
- 鬼魂一打（ライブ録画　2011年）
- 富嶽百景 FUJIYAMA（2006年7月1日）
- 鬼太鼓座 ライブ'95（2006年7月1日）

## 関連映画
- 篠田正浩監督作品『佐渡國鬼太鼓座』（1975年）
- 小泉真監督作品『鬼太鼓座に青春を賭けた無名のランナー』（1977年）
- 加藤泰監督作品『ざ・鬼太鼓座』（1981年）
- トーマス・リーデルシェイマー監督作品『Touch the Sound』（2004年）

## 関連書籍
- ゆうき えみ『鬼太鼓座が走る: ぼくの青春アメリカ1万5千キロ』ポプラ社〈いきいきノンフィクション 12〉、1995年12月1日。ISBN 978-4591049259。 NCID BA45227330。
- 井上良平『鬼太鼓座、アメリカを走る: 一万五千キロの旅日記』青弓社、1996年1月1日。ISBN 978-4787270597。 NCID BN1418878X。
- 井上良平『太鼓のビートに魅せられて: 鬼太鼓座世界講演記』音楽出版社、1999年1月1日。ISBN 978-4900340251。 NCID BA43026214。